# Rhacophorus calcadensis
Espèce
Synonymes
- Rhacophorus beddomii Boulenger, 1882

Statut de conservation UICN

 EN B1ab(iii) : En danger
Rhacophorus calcadensis est une espèce d'amphibiens de la famille des Rhacophoridae.

## Répartition et habitat
Cette espèce est endémique d'Inde. Elle se rencontre dans les États du Kerala et du Tamil Nadu, dans les Ghâts occidentaux, entre 900 et 1 400 m d'altitude,.
Elle vit dans la forêt tropicale humide de montagne. C'est une espèce arboricole qui vit dans les arbres près des cours d'eau. Elle n'est pas présente dans les habitats dégradés.

## Étymologie
Son nom d'espèce, composé de calcad et du suffixe latin -ensis, « qui vit dans, qui habite », lui a été donné en référence au lieu de sa découverte, Kalakkad (anciennement orthographié Calcad), dans l’État du Tamil Nadu.

## Publications originales
- Ahl, 1927 : Zur Systematik der asiatischen Arten der Froschgattung Rhacophorus. Sitzungsberichte der Gesellschaft Naturforschender Freunde zu Berlin, vol. 1927, p. 35-47.
- Boulenger, 1882 : Catalogue of the Batrachia Salientia s. Ecaudata in the collection of the British museum, ed. 2 (texte intégral).